# Iranoleon electus
Iranoleon electus is een insect uit de familie van de mierenleeuwen (Myrmeleontidae), die tot de orde netvleugeligen (Neuroptera) behoort. 
Iranoleon electus is voor het eerst wetenschappelijk beschreven door Hölzel in 1968.